# Volga Siber
A Volga Siber az orosz GAZ Csoport (Gruppa GAZ) vállalat szedán kivitelű személygépkocsija. A járművet 2007. augusztus 29-én mutatták be Moszkvában, az Intyeravto–2007 járműipari kiállításon. A Siber a Chrysler Sebring egy régebbi változatának orosz licencgyártású változata lesz. A karosszériát a nagy-britanniai UltraMotive dizájn-stúdió dolgozta ki. Az eredeti Chrysler változattól külsőre elsősorban a hűtőrács és a fényszórók kialakításában különbözik. A kelet-európai utakhoz igazították a futóművet, megerősítették a felfüggesztést, és növelték a hasmagasságot.
Gyártását háromféle felszereltségi fokozatban, háromféle (2, 2,4 és 2,7 literes motorral) tervezték. Már az alapfelszereltségű modell is tartalmazni fog légkondicionáló berendezést, dupla légzsákot, blokkolásgátlót, kipörgésgátlót, halogén izzós fényszórókat, hidraulikus kormányszervót, 8 irányban elektromosan állítható mellső üléseket.

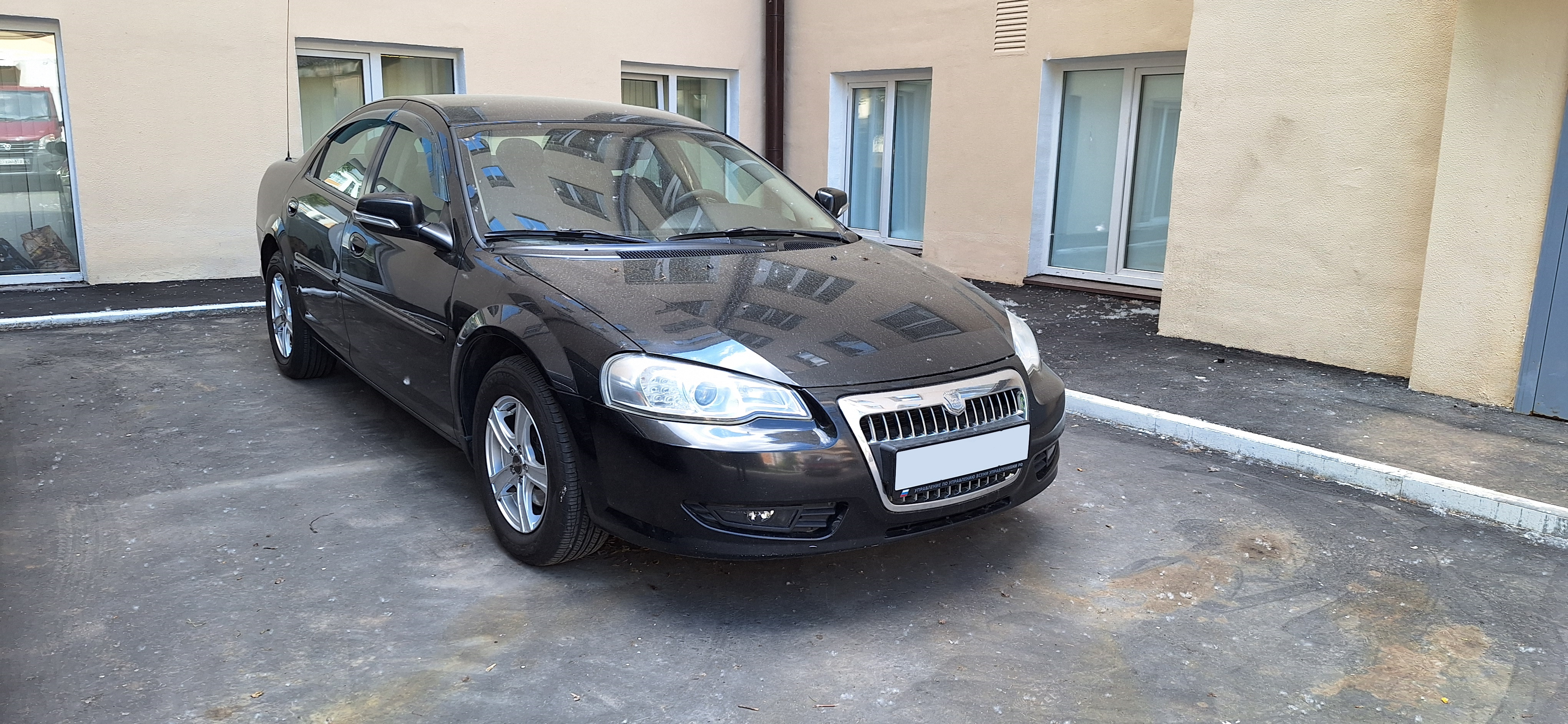

A jármű gyártását 2008 márciusában kezdik el. 2008-ban 20 ezer, 2009-ben már 40 ezer db előállítását tervezik, a későbbiekben pedig évi 100 ezres gyártási darabszám elérését szeretné a gyártó. A gyártás kezdetén az import alkatrészek aránya még magas lesz, és a beépített motorokat is a Chrysler fogja szállítani.